# Маклаки (Псковская область)
Маклаки — деревня в Островском районе Псковской области. Входит в состав Воронцовской волости.
Расположена в 33 км к юго-востоку от города Остров и в 4 км к юго-востоку от волостного центра, села Воронцово.
Численность населения деревни по состоянию на 2000 год составляет 5 жителей.